# Дротнингхольм
Дро́тнингхольм (швед. Drottningholm — «остров королевы») — дворцово-парковый ансамбль в Швеции. Расположен на острове Ловён (Лувён) в озере Меларен, в окрестностях Стокгольма. С 1981 года резиденция шведских королей. В 1991 году Дротнингхольм включён в список Всемирного наследия ЮНЕСКО.

## История
В XVI веке король Швеции Юхан III построил на острове Лувён замок для свой жены Катерины Ягеллонки. Однако в 1662 году Дроттнингхольм сгорел. Через год королева Хедвига Элеонора затеяла реконструкцию и приказала построить на этом месте новый дворец — скромный, без особых излишеств, но соразмерный и элегантный.

Строительство существующего здания возглавил архитектор Никодемус Тессин Старший, а после его смерти в 1682 году — сын Никодемус Тессин Младший. На севере Европы это была первая загородная резиденция, выстроенная в подражание Версалю без крепких стен, башен и прочих атрибутов средневекового замка. Дроттнингхольм послужил одним из источников архитектурных приёмов петровского барокко, ведь Пётр Первый приглашал строить Петербург и самого Тессина, и его учеников (Д. Трезини). 

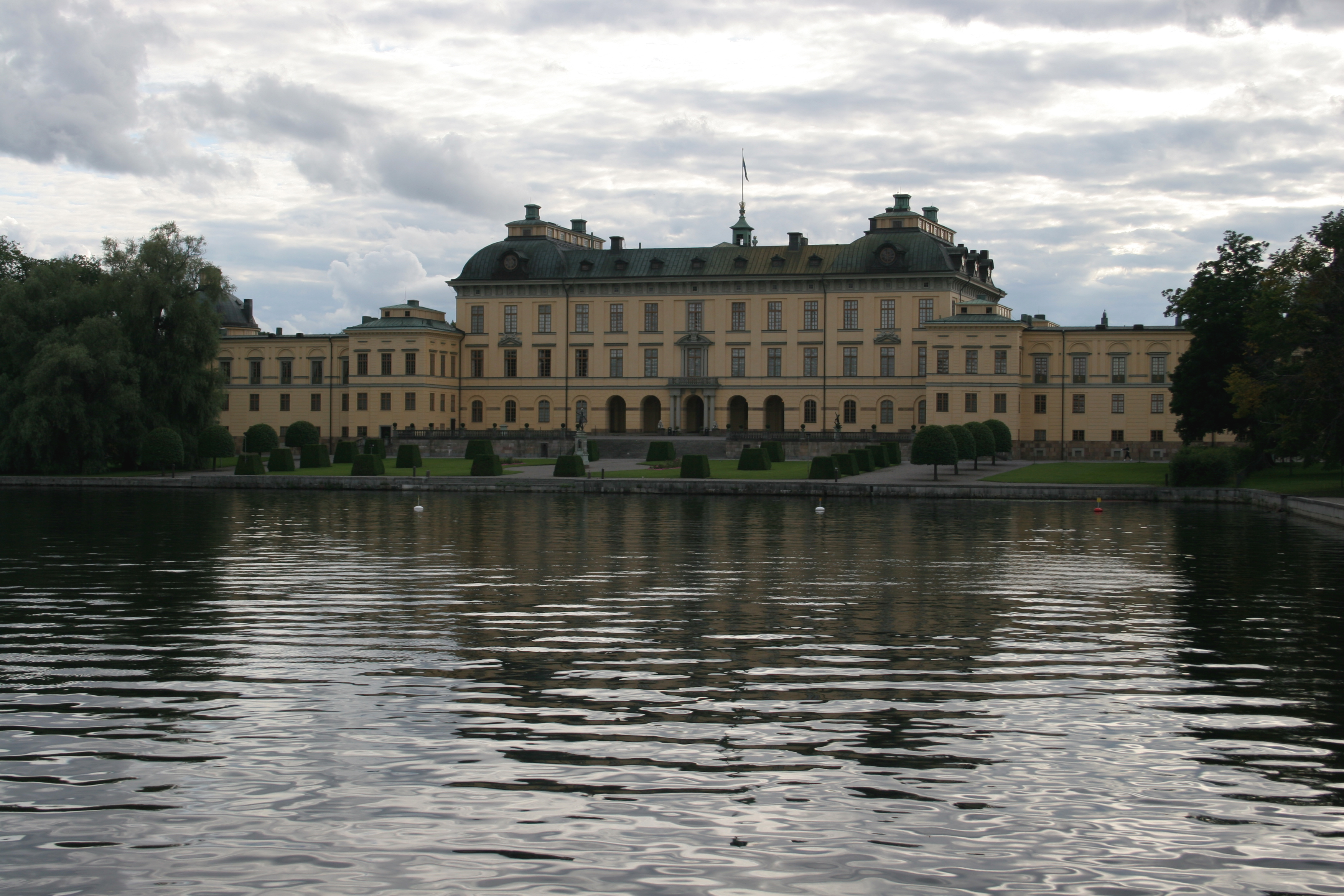
Вид с озера

В 1744 году Дроттнингхольм подарили принцессе Луизе Ульрике Прусской ко дню её свадьбы со шведским наследником престола Адольфом Фредриком. Луиза Ульрика обновила интерьеры в стиле французского рококо и открыла в его стенах придворный театр. 11 декабря 1768 года в часовне дворца Дроттнингхольм в присутствии почти всей королевской семьи она крестила своего чернокожего воспитанника и бывшего раба Густава Бадина (христианские имена он получил в честь детей королевы). В 1777 году она продала Дроттнингхольм шведской казне, благодаря чему её сын Густав III и его потомки продолжали занимать дворец.
В течение большей части XIX века замок находился в запустении и не реставрировался. Только в 1907 году с размахом были проведены ремонтные работы. С тех пор во дворце вновь стали останавливаться шведские монархи.

## Дворцовая церковь
В церкви, построенной Тессином-младшим в 1746 году, в последнее воскресенье каждого месяца проходят богослужения. Внутри находится орган, созданный в 1730 году, и гобелен, который собственноручно выткал Густав V.

## Оперный театр

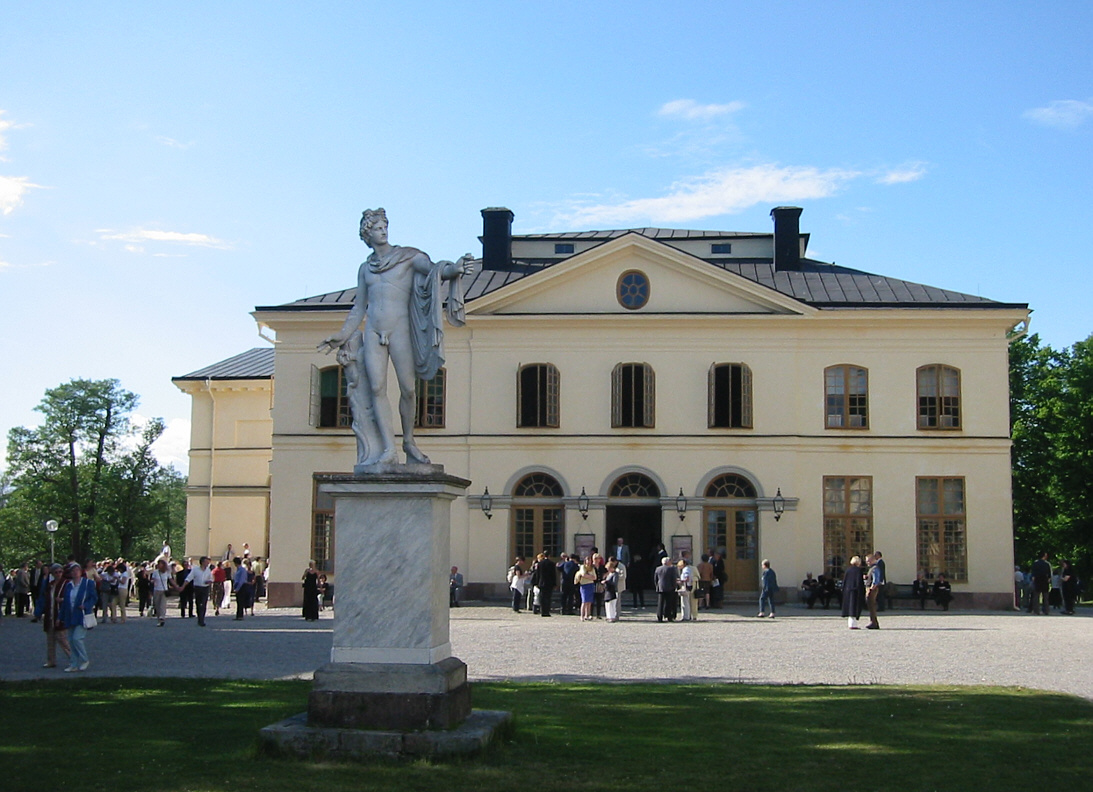
Дроттнингхольмский театр

Жемчужина дроттнингхольмского дворцового комплекса — придворный театр, построенный в 1766 году на месте здания тессиновской постройки, сгоревшего в 1762 году. В отличие от других европейских театров XVIII века, в нём сохранились типичные для того времени итальянские машины и механизмы, с помощью которых по сцене передвигалась мебель, раздавался гром, лились воды, а в финале представления спускался «бог из машины». В 1922 году театр после реставрации был вновь открыт. С 1953 года здесь проводится международный оперный фестиваль, с 1990-х годов приобретший известность как престижная площадка для аутентичных постановок опер и балетов XVII—XVIII веков.

## Китайская деревня
Китайские домики в Дроттнингхольме составляют один из первых и наиболее значительных памятников увлечения европейцев китайской архитектурой, известного под названием шинуазри. Существующий Китайский павильон был построен в 1763—1769 годах по проекту Карла Фредрика Аделькранца. Племянница шведского короля Адольфа Фредерика, Екатерина Вторая, под впечатлением от этого проекта велела Ринальди построить аналогичную деревню в Царском Селе. Как и в Дроттнингхольме, рядом с ней было возведено здание для придворных театральных представлений (см. Китайский театр). В 1989—1996 годах была проведена тщательная реставрация Китайского павильона, после чего он предстал перед посетителями парка в своём первозданном виде. Сам павильон доступен для посещения с мая по сентябрь включительно. Проводятся экскурсии на шведском и английском языках.

## Сады
До сегодняшних дней сохранился регулярный парк в стиле французского барокко. Здесь находятся многочисленные бронзовые скульптуры голландского скульптора Адриана де Фриза, привезённые в Швецию в качестве трофеев из пражского дворца Валленштейна и дворца Фредриксборг в Дании. Король Густав III к северу от французского разбил английский сад. Он состоит из больших лужаек и двух прудов с каналами и мостами. Кроме того, на его лужайках установлено большое количество итальянских античных статуй.

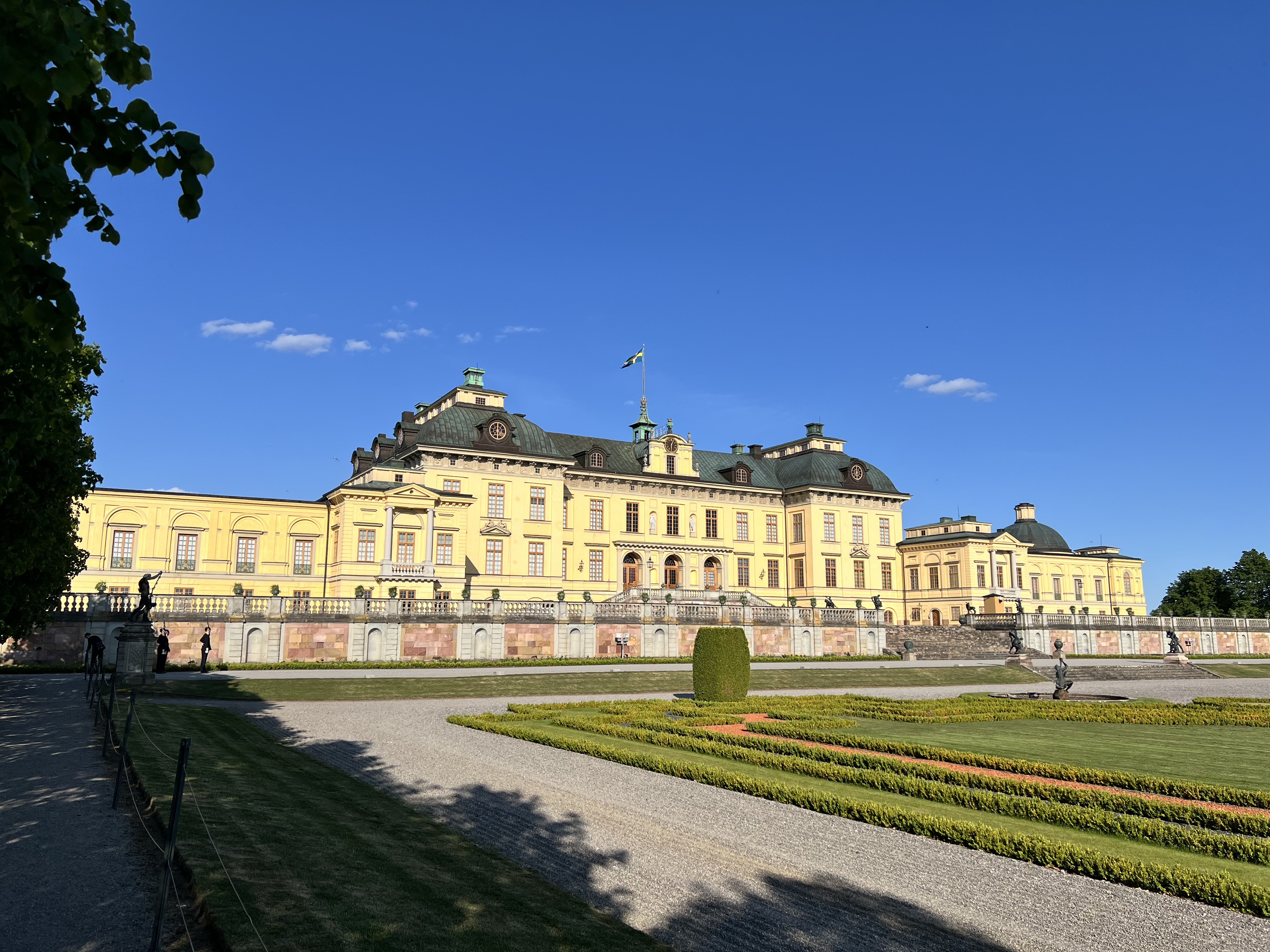
Дворец Дроттнингхольм
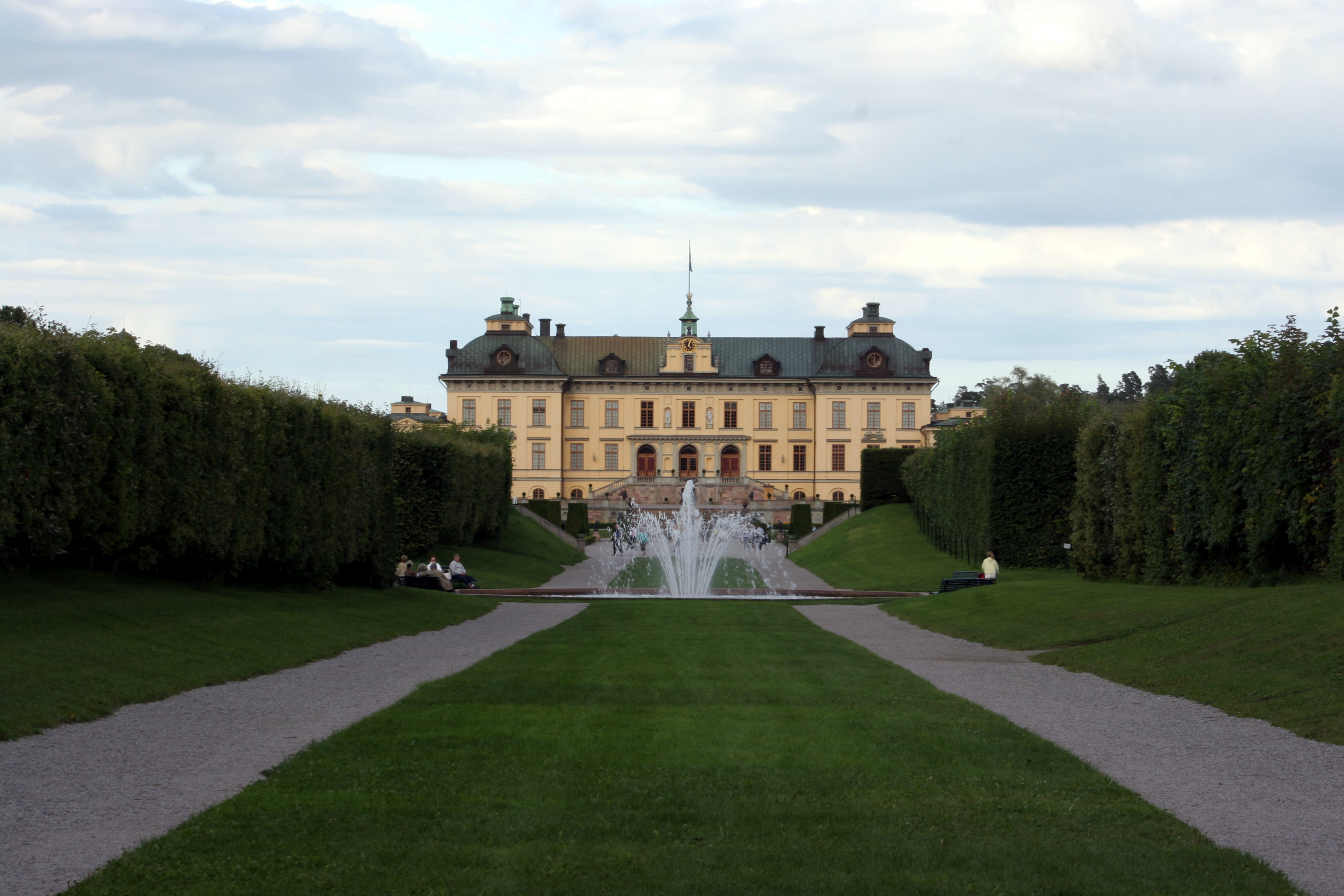
Аллея перед дворцом
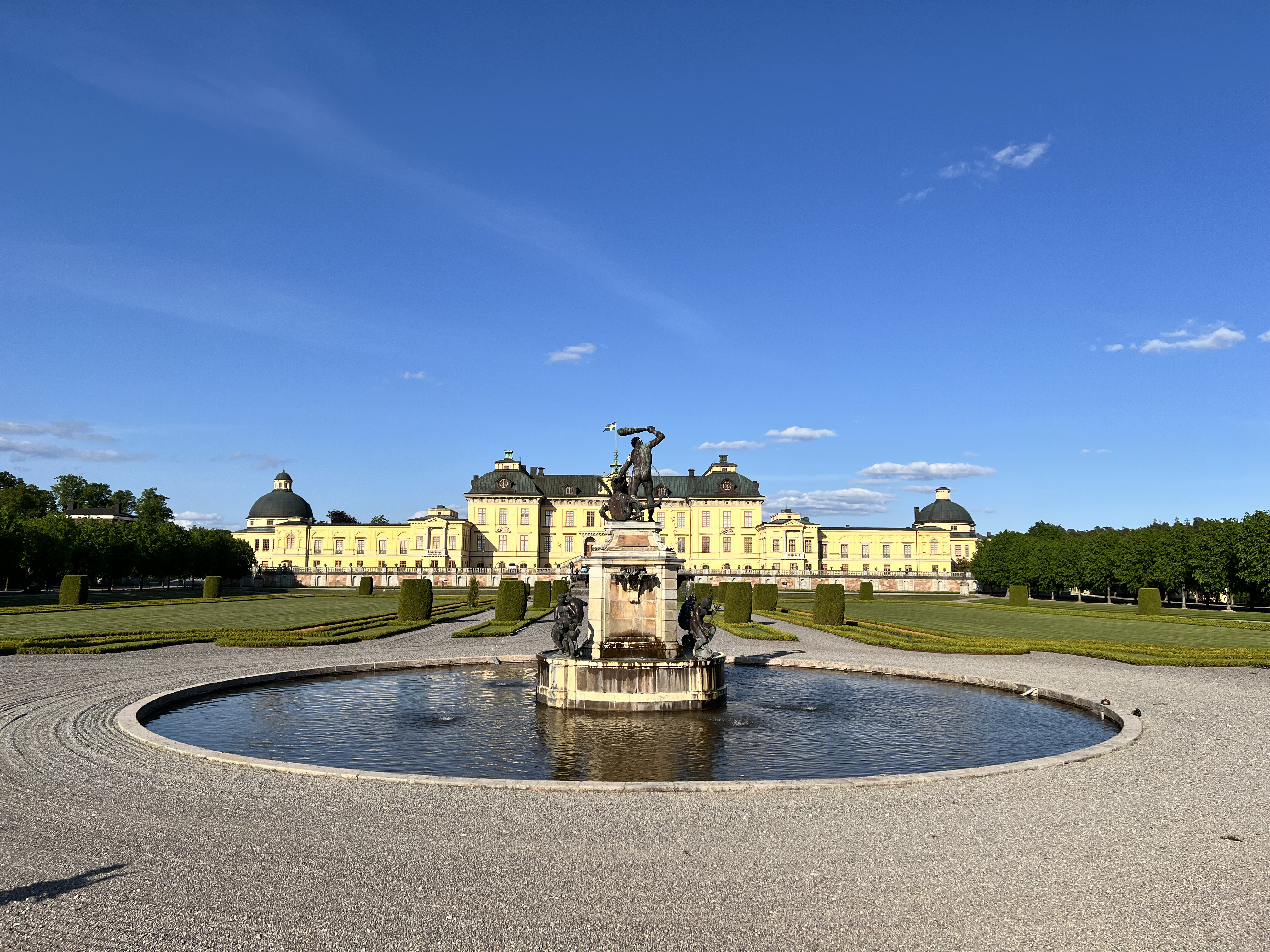
Задний торец дворца на фоне фонтана «Геркулес»
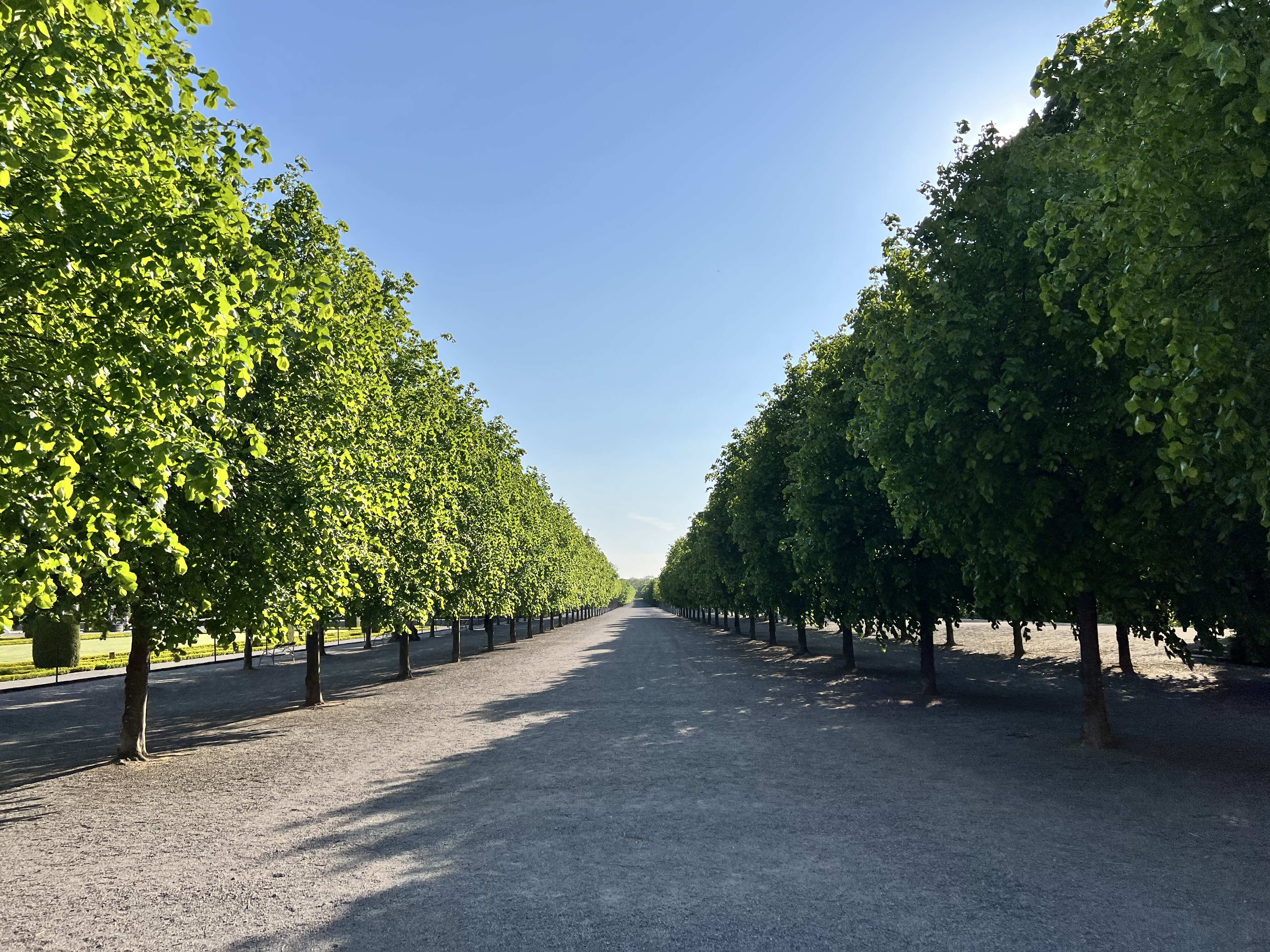
Одна из аллей дворцового сада
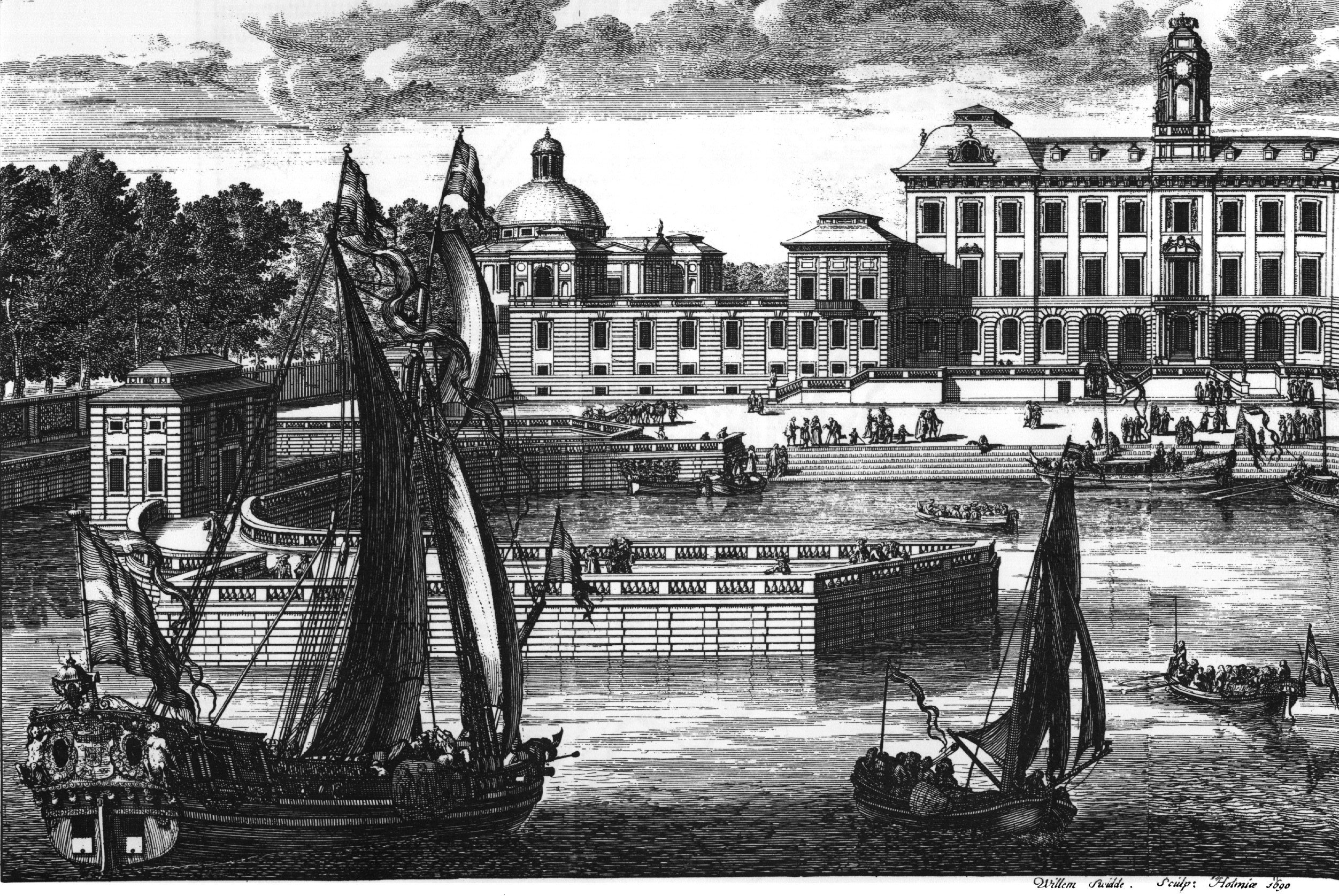
Дворец на старинной гравюре
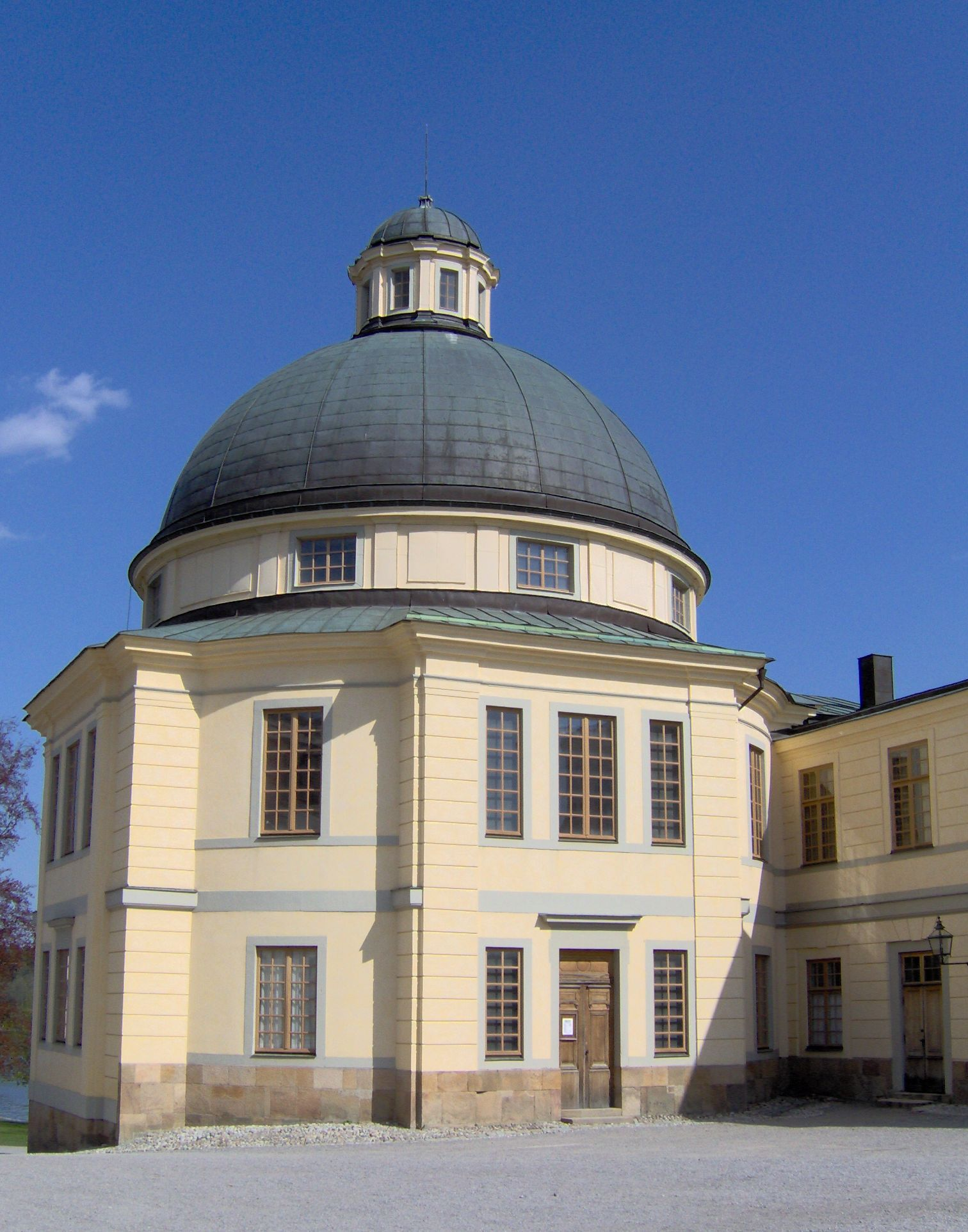
Придворная церковь
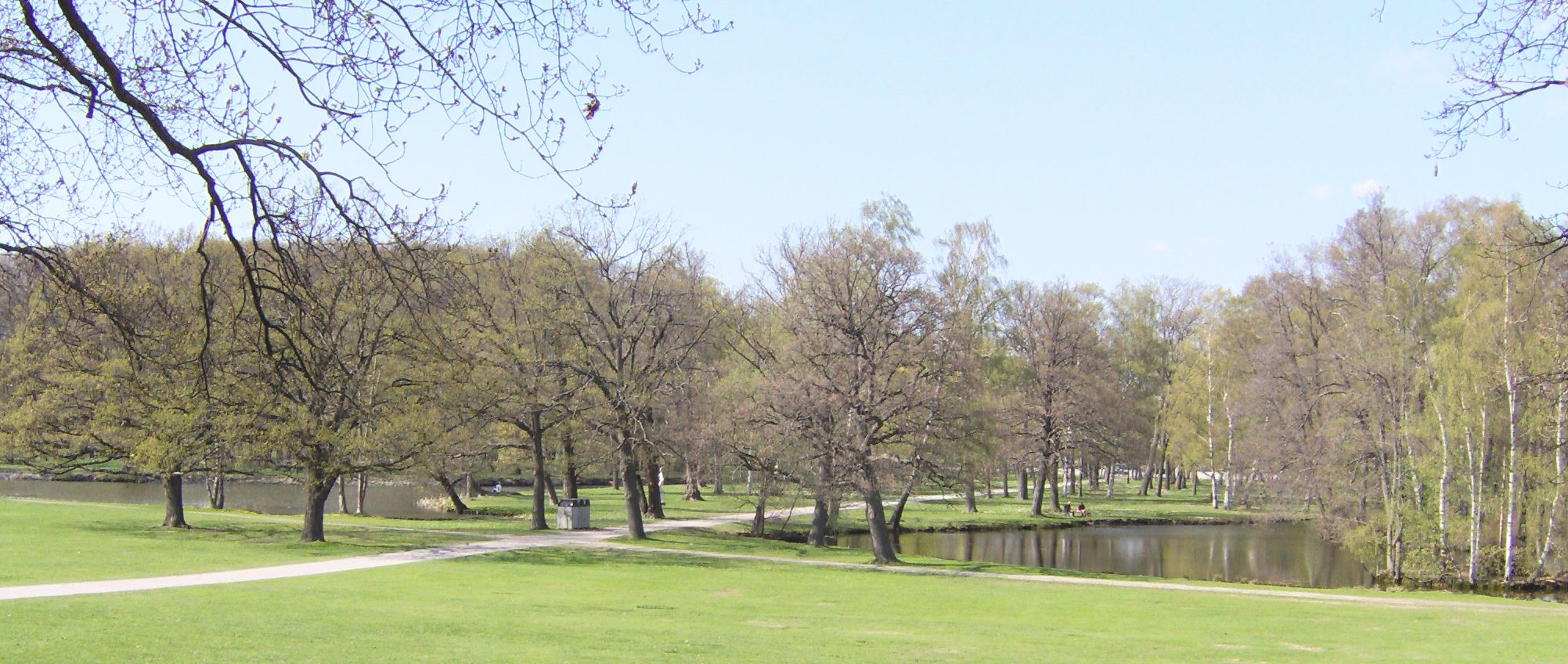
Английский сад
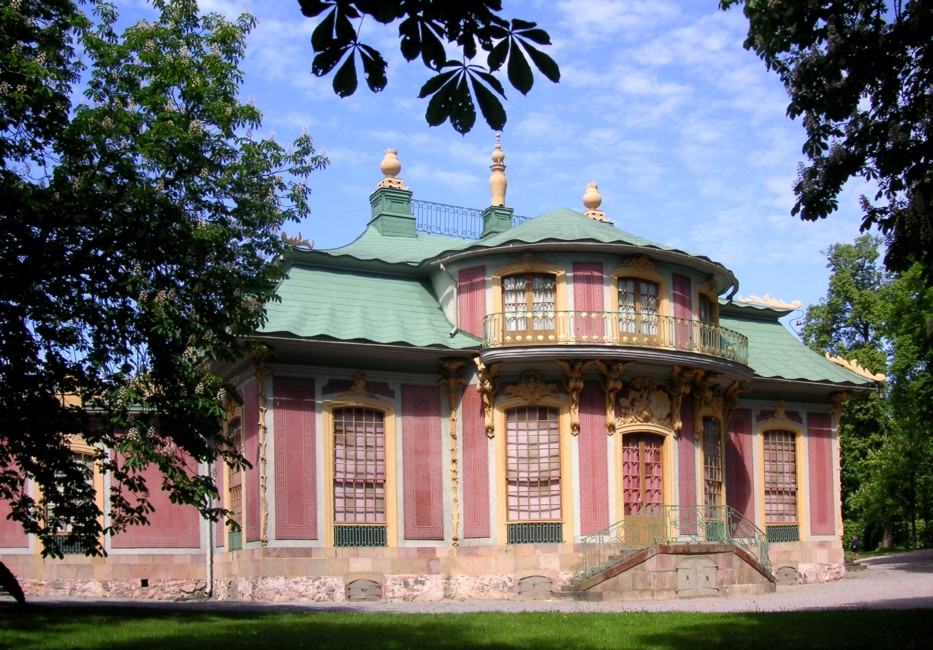
Китайский павильон
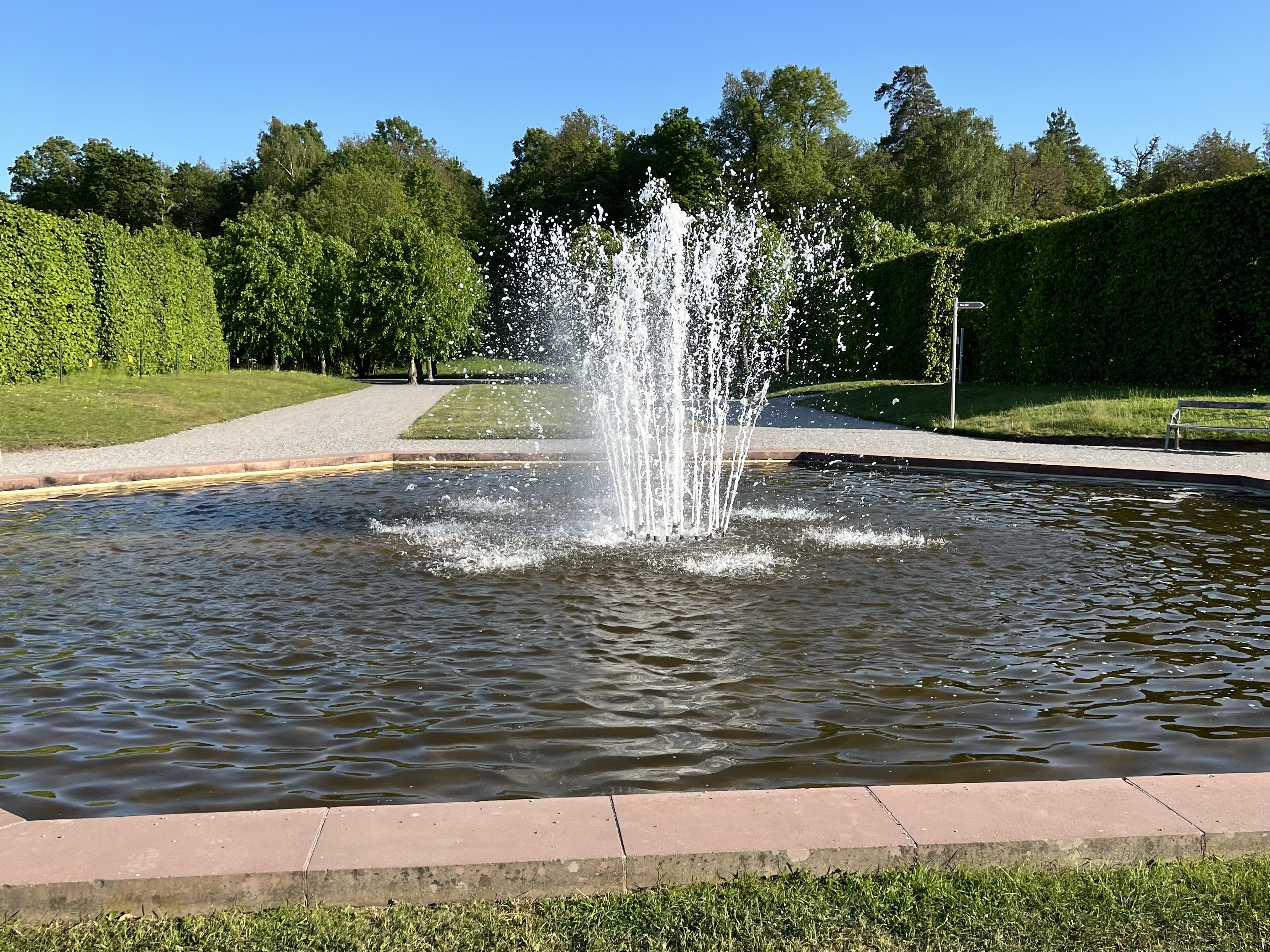
Фонтан